# In Too Deep (Tijana Bogićević)
In Too Deep è un singolo della cantante serba Tijana Bogićević, pubblicato il 10 aprile 2017 da Universal Music.
Il brano ha rappresentato la Serbia all'Eurovision Song Contest 2017, classificandosi all'11º posto con 98 punti nella seconda semifinale dell'evento, non qualificandosi per la finale.

## Composizione e pubblicazione
Il brano è stato scritto e composto da Borislav Milanov, Joacim Persson, Johan Alkenas e Lisa Desmond ed è interamente in lingua inglese. La traccia principale è stata rilasciata sotto forma di video musicale l'11 marzo 2017, per esser poi pubblicata come download digitale dall'etichetta Universal Music Group il 10 aprile.
Il brano è stata inoltre pubblicato come 40ª traccia nella compilation ufficiale dell'evento, Eurovision Song Contest: Kyiv 2017, pubblicata dalla stessa etichetta il 28 aprile dello stesso anno.

## Descrizione
Argomento principale del testo è l'amore e la follia che ne deriva. La protagonista del brano è infatti una donna innamorata che però sente di impazzire a causa di questo stesso sentimento. Tuttavia al termine del brano appare un barlume di speranza, come spiegato in un'intervista dalla cantante che sostiene di come le relazioni possano "insegnare".
Feels like I’ve been sentenced to life

I’m falling so deep, I’m in too deep

I’m falling so deep»
Sembra che io sia stata condannata alla vita

Sto cadendo così in profondità, sono così in profondità

Sto cadendo così in profondità»
Secondo la stessa interprete è una "tipica canzone d'amore in cui chiunque può rivedersi".

## Video musicale
Il video musicale è stato caricato sul canale YouTube ufficiale dell'Eurovision Song Contest l'11 marzo 2017.

## Partecipazione all'Eurovision Song Contest
L'emittente radiotelevisiva serba RTS ha selezionato Tijana Bogićević come rappresentante della Serbia all'Eurovision Song Contest 2017, ospitato dalla capitale ucraina di Kiev, selezionando successivamente il brano che avrebbe eseguito alla manifestazione.
La Serbia si è esibita nella seconda semifinale, classificandosi all'11º posto con 98 punti e mancando per 3 punti la finale dell'evento.

### Voto

#### Punti assegnati alla Serbia
| Giurie (10° con 53 punti)   | Giurie (10° con 53 punti) | Giurie (10° con 53 punti) | Giurie (10° con 53 punti)                           | Giurie (10° con 53 punti)           |
| 12                          | 10                        | 8                         | 7                                                   | 6                                   |
| --------------------------- | ------------------------- | ------------------------- | --------------------------------------------------- | ----------------------------------- |
|                             |                           | - Danimarca               | - Germania                                          | - Norvegia - Paesi Bassi - Svizzera |
| 5                           | 4                         | 3                         | 2                                                   | 1                                   |
|                             | - Bielorussia - Ungheria  |                           | - Bulgaria - Croazia - Irlanda - Malta - San Marino | - Estonia - Francia                 |
| Televoto (11° con 45 punti) |                           |                           |                                                     |                                     |
| 12                          | 10                        | 8                         | 7                                                   | 6                                   |
| - Macedonia - Svizzera      | - Croazia                 |                           |                                                     | - Austria                           |
| 5                           | 4                         | 3                         | 2                                                   | 1                                   |
| - Francia                   |                           |                           |                                                     |                                     |

## Tracce
Download digitale
Testi e musiche di Borislav Milanov, Joacim Persson, Johan Alkenas e Lisa Desmond.
1. In Too Deep – 3:07